# Albertina Rasch
Albertina Rasch (Vienna, 19 gennaio 1891 – Woodland Hills, 2 ottobre 1967) è stata una danzatrice, coreografa e attrice austriaca naturalizzata statunitense.

## Biografia

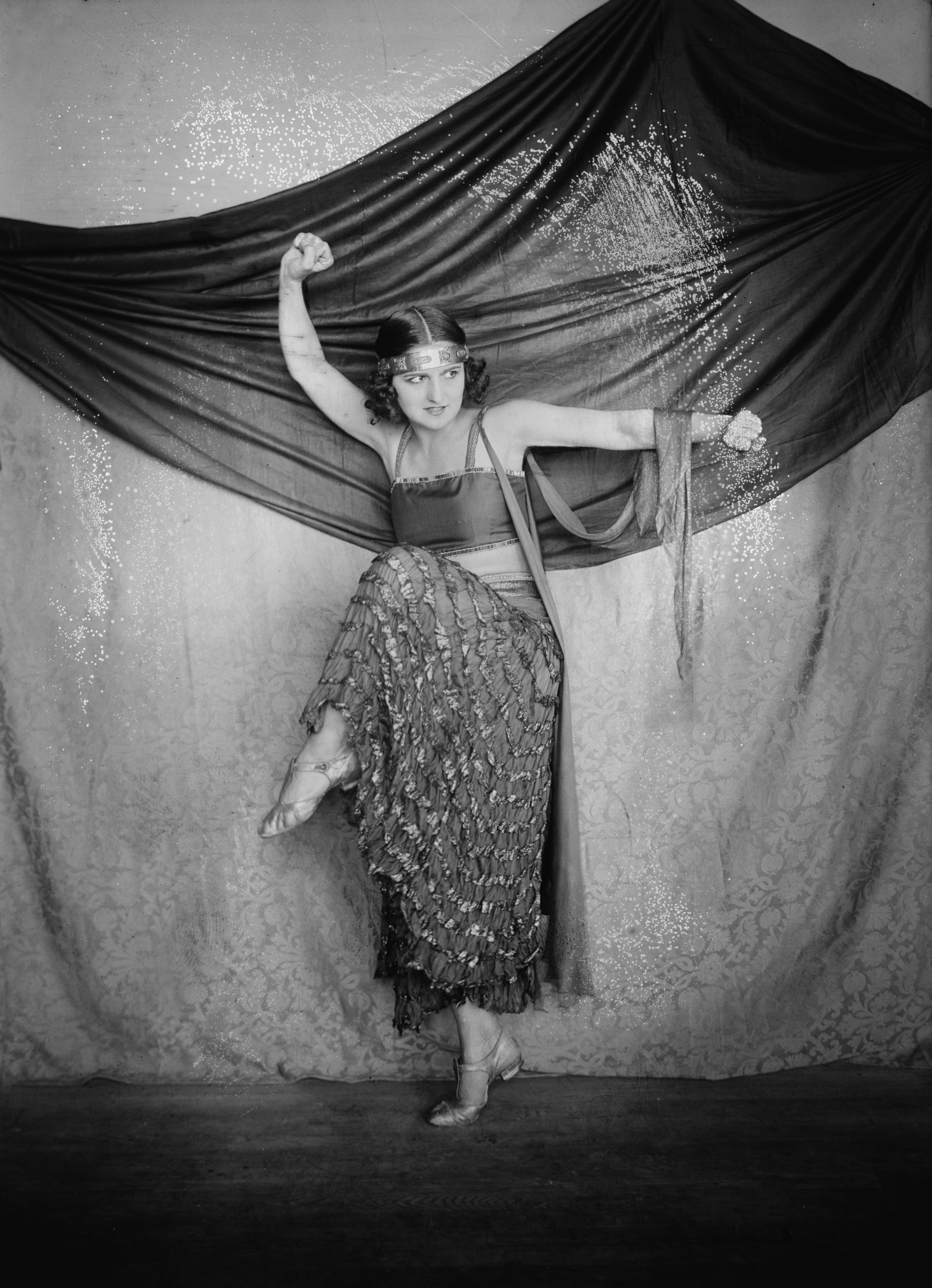
Albertina Rasch nel 1915

Nata a Vienna nel 1891 all'epoca dell'Impero austro-ungarico da una famiglia polacca di ascendenza ebraica, studiò danza alla scuola di ballo dell'Opera di Vienna. Nel 1910, diventò ballerina al New York Hippodrome.
Formò in seguito una propria compagnia di danza con cui prese parte a una serie di produzioni di Ziegfeld. Apparve al Moulin Rouge a fianco di Joséphine Baker e andò in tournée con Sarah Bernhardt. A Manhattan, aprì uno studio di danza dove Bill Robinson insegnava il tip tap prima di adattare la sua formazione classica e le sue tecniche al teatro di Broadway.

## Filmografia

### Danza e coreografia
- Il tenente di Napoleone (Devil-May-Care), regia di Sidney Franklin (1929)
- Lord Byron of Broadway, regia di Harry Beaumont e William Nigh (1930)
- Follie di Broadway 1936 (Broadway Melody of 1936), regia di Roy Del Ruth e, non accreditato, W. S. Van Dyke (1935)
- Rosalie, regia di W. S. Van Dyke (1937)

### Attrice
- Zigeunerliebe, regia di Thomas E. Walsh (1922)
- Frauenopfer, regia di Leo de Valery (1923)
- The Shooting Gallery, regia di Harry Rapf (1929)
- Amor gitano (The Rogue Song), regia di Lionel Barrymore, Hal Roach (1930)